# Удивительный мистер Икс
«Удивительный мистер Икс» (англ. The Amazing Mr. X), известный также как «Спиритуалист» (англ. The Spiritualist) — фильм нуар с элементами психологического хоррора режиссёра Бернарда Ворхауса, который вышел на экраны в 1948 году.
Фильм рассказывает о медиуме-мошеннике по имени Алексис (Турхан Бей), который в качестве очередной своей жертвы избирает богатую молодую вдову Кристин Фабер (Линн Бари), обещая ей установить астральную связь с мужем, который погиб в автокатастрофе два года назад. Как Кристин, так и её младшая сестра Джанет (Кэти О’Доннелл) вскоре попадают под чары Алексиса, однако оказывается, что муж Кристин (Дональд Кёртис) жив и, запугав Алексиса, собирается через него завладеть состоянием сестёр.
Подобно фильму нуар «Аллея кошмаров» (1947) в центре внимания картины оказывается личность и методы работы псевдо-медиума.
Критики достаточно высоко оценили картину, отметив постановку спецэффектов и впечатляющую операторскую работу Джона Олтона, который уделил значительное место работе над этим фильмом в своей книге «Живопись светом» (1949).

## Сюжет
Богатая молодая вдова Кристин Фабер (Линн Бари), муж которой погиб в автокатастрофе 2 года назад, живёт вместе со своей младшей сестрой Джанет Бёрк (Кэти О’Доннелл) в шикарном особняке, расположенном на крутом берегу тихоокеанского побережья. С какого-то момента Кристин по ночам как будто стала слышать доносящийся со стороны океана голос своего умершего мужа Пола (Дональд Кёртис). Однако Джанет утешает её, говоря, что это лишь кошмарные сны, и что Кристин пора прекращать жить прошлым и подумать о своём будущем. Однажды вечером Кристин направляется вдоль пляжа на свидание к своему соседу, адвокату Мартину Эбботту (Ричард Карлсон), который собирается сделать ей предложение. На пустынном берегу Кристин снова слышит голос мужа, а затем неожиданно натыкается на таинственного мужчину, который представляется Алексисом (Турхан Бей). Сообщив, что он медиум, Алексис демонстрирует свои способности, рассказывая некоторые подробности личной жизни Кристин, после чего предостерегает её от барака с Мартином. Тем же вечером Мартин делает Кристин предложение, однако после общения с медиумом она начинает думать, что дух Пола не хочет, чтобы она выходила замуж. Вскоре Кристин начинает регулярно посещать Алексиса, рассчитывая через него установить с Полом астральную связь. Увлечённость Кристин спиритизмом и духом Пола, которая длится уже несколько месяцев, серьёзно беспокоит как Джанет, так и Мартина, и они решают обратиться за помощью к другу Мартина, детективу Хоффману (Гарри Мендоза). Проведя исследовательскую работу в архиве, Хоффман выясняет, что человек, по описанию соответствующий Алексису, некоторое время назад вышел из тюрьмы в Чикаго, где отбывал срок за мошенничество. Чтобы сопоставить отпечатки пальцев Алексиса с преступником, Джанет приходит к медиуму на приём под видом клиентки, у которой возникли проблемы с мужем. Однако Алексис заранее знал, кем является Джанет на самом деле. Он демонстративно оставляет отпечатки пальцев на её портсигаре, после чего очаровывает молодую девушку настолько, что она начинает верить в его экстрасенсорные способности и сразу же попадает от него в психологическую зависимость. Выйдя из дома Алексиса, Джанет заявляет поджидающим её Мартину и Хоффману, что стёрла отпечатки пальцев медиума, так как в них нет необходимости. Некоторое время спустя ассистентка Алексиса приносит ему фотографию родителей Кристин и Джанет, спрашивая, когда он собирается, наконец, завладеть их состоянием.
Вскоре в своём доме Алексис проводит для Джанет и Кристин спиритический сеанс, в ходе которого с помощью технических приёмов делает так, что перед ними в полной темноте всплывает лицо их отца. Затем Алексис незаметно включает запись любимого фортепианного концерта Пола и имитирует появление из темноты его лица. Сёстры полностью попадают под чары Алексиса, однако в этот момент в комнату входят Мартин и Хоффман, прерывая сеанс и требуя, чтобы Алексис провёл ещё один сеанс, но в их присутствии. Алексис, который в этой ситуации не может воспользоваться своими тайными уловками, оказывается в практически безвыходном положении, однако вынужден начать новый сеанс. К его удивлению, а также удивлению Мартина и Хоффмана, в комнате неожиданно звучит голос Пола. В недоумении Мартин и Хоффман уводят сестёр, после чего из темноты неожиданно выходит живой Пол. Пол объясняет Алексису, что два года назад он имитировал свою смерть, положив в салон своего сгоревшего при аварии автомобиля тело другого человека. Как выясняется, это была другая жена Пола, которая после развода пыталась вернуть свои деньги, которые он присвоил. Пол рассказывает медиуму о своём плане завладеть состоянием Кристин и Джанет. Он требует, чтобы Алексис женился на Джанет, а сам собирается избавиться от Кристин. В случае, если Алексис откажется от его плана, Пол угрожает сообщить о его нелегальном бизнесе в полицию.
Очевидно, что Алексису не нравится план Пола, поскольку он искренне начал симпатизировать Джанет и не хочет её обманывать, кроме того, он переживает за судьбу Кристин, опасаясь, что Пол её убьёт. Тем не менее, вскоре вечером по указанию Пола Алексис отправляется с Джанет на пляж, где они целуются, после чего влюблённая девушка заводит с Алексисом разговор о свадьбе. Тем временем Пол, которого, кроме Алексиса так никто и не видел, в очередной раз околдовывает Кристин своим голосом, заставляя выйти из дома и направиться на край обрыва, с которого та срывается и скатывается к воде. Услышав её крики, Джанет и Алексис бросаются ей на помощь, перенося в дом. На следующий день Джанет навещает сестру в её комнате, которая хотя и отделалась лёгким испугом, тем не менее, всё ещё находится под чарами голоса Пола. Когда Джанет спускается из спальной комнаты в гостиную, она замечает, что дверь в подвал приоткрыта. Заглянув туда, она видит, как Пол и Алексис настраивают звуковую аппаратуру, чтобы продолжить психологическую обработку Кристин. Понимая, что Джанет разоблачит весь его план, Пол достаёт оружие и собирается застрелить девушку. Однако Алексис бросается на Пола, и между мужчинами завязывается драка, в ходе которой Алексис получает огнестрельное ранение. Воспользовавшись моментом, Джанет подбегает к телефону, чтобы позвонить Мартину, однако во время их разговора Пол перерезает телефонный провод, после чего с оружием в руках гонится по дому за Джанет и Кристин. Когда Пол загоняет их в угол в спальне и собирается застрелить, пришедший в себя Алексис разбивает электрощит, и дом погружается во тьму. Пол бросается, чтобы добить Алексиса, однако в этот момент в доме появляется полиция, которая расстреливает Пола. Раненого Алексиса кладут на диван. На руках у Джанет он просит, чтобы она забыла о нём, и чтобы она отпустила на свободу ворона, который сопровождал Алексиса повсюду. Она открывает окно, и ворон улетает в сторону океана.

## В ролях
- Турхан Бей — Алексис
- Линн Бари — Кристин Фабер
- Кэти О’Доннелл — Джанет Бёрк
- Ричард Карлсон — Мартин Эбботт
- Дональд Кёртис — Пол Фабер
- Вирджиния Грегг — Эмили

## Создатели фильма и исполнители главных ролей
Сценарист фильма Крейн Уилбур известен как автор сценариев таких признанных фильмов нуар, как «Он бродил по ночам» (1948), «Волна преступности» (1953) и «История в Феникс-Сити» (1955). Режиссёр Бернард Ворхаус поставил несколько фильмов в Англии, самым успешным среди которых была криминальная мелодрама «Последняя поездка» (1936), после чего переехал в Голливуд, где помимо этой картины стал режиссёром ещё одного нуара «Похороните меня мёртвой» (1947), в котором главную роль также сыграла Кэти О’Доннелл. В 1951 году Ворхос попал в голливудский чёрный список, после чего вернулся в Европу и вскоре завершил кинокарьеру.
Рождённый в Вене, актёр турецкого и чешско-еврейского происхождения Турхан Бей часто играл персонажей различных восточных национальностей, которые, как правило были связаны с криминалом, а также нацистских подручных и псевдо-медиумов. Как пишет Ричард Харланд Смит, «так и не став актёром класса А, Бей часто составлял пару ведущим актрисам самого высокого звёздного статуса, таким как Кэтрин Хэпбёрн в „Семя дракона“ (1944) и Мерл Оберон в „Ночь в раю“ (1946). Пика популярности Бей достиг, сыграв в нескольких фильмах Universal Studios на тему арабских ночей — включая „Белый дикарь“ (1942) и „Али-Баба и сорок разбойников“ (1944)». Однако после Второй мировой войны новое руководство Universal отправило Бея на независимую студию Eagle-Lion, где он сыграл в нескольких фильмах, после чего уехал в Австрию.
Линн Бари известна по ролям в серии криминальных комедий про Чарли Чена середины и второй половины 1930-х годов, мюзиклу «Серенада Солнечной долины» (1941), комедии «Марджи» (1946), а также по фильмам нуар «Шок» (1946) и «Ноктюрн» (1946). Кэти О’Доннелл начала голливудскую карьеру в 1945 году, сыграв в таких успешных фильмах, как мелодрама «Лучшие годы нашей жизни» (1946), фильмы нуар «Они живут по ночам» (1948) и «Переулок» (1950), а также библейская драма «Бен-Гур» (1959).
Как отмечено на сайте Noir of the Week, «самый жуткий и тревожный факт в отношении этого фильма заключается в том, что главную героиню Кристин Фабер первоначально должна была играть известная актриса Кэрол Лэндис, которая перед самым началом съёмок покончила жизнь самоубийством».

## Оценка фильма критикой

### Общая оценка фильма
Фильм получил высокую оценку современных киноведов. В частности, Гленн Эриксон заключил, что этот «атмосферный и умный триллер вполне можно занести в актив наиболее памятных картин скромной студии Eagle-Lion». Как пишет Эриксон, «подаваемый как фильм ужасов, на самом деле этот фильм предлагает романтический взгляд на нелегальный спиритический бизнес, благодаря чему обретает некоторое сходство с фильмом нуар „Аллея кошмаров“ (1947)». Однако, по мнению критика, «он отличается тем, что уважительно представляет всех своих персонажей и даёт зрителю возможность их самостоятельной оценки». Как далее указывает Эриксон, «сценарий никогда не утрачивает чувства юмора, персонажи привлекательны, и мы переживаем за впечатлительную Джанет и трогательную Кристин, когда в заключительной трети картины в историю входит новая угроза».
Деннис Шварц назвал картину «увлекательным триллером», «единственный значительный недостаток которого заключается в том, что доверчивые сёстры настолько глупы, что трудно в это поверить или им симпатизировать. В остальном это хорошо сделанный и сыгранный фильм категории В с тонким переплетением хоррора и нуара». По мнению Майкла Кини, это «хорошо сыгранный актёрами и увлекательный маленький фильм, первые сцены которого по-настоящему пугают и вызывают мурашки».
Как отмечено в рецензии Noir of the Week, это «уникальный триллер о сверхъестественном», который рассказывает «историю сомнительного медиума, разработавшего изощрённую систему обмана, основанную на трюках с духами, и направленную главным образом на убитых горем вдов. Используя отчаяние тех, кто потерял своих любимых, он проводит драматические убедительные сеансы для своих клиентов, чтобы удовлетворить их желание пережить своё прошлое через контакты с умершими».

### Место картины среди фильмов о медиумах и спиритических сеансах
По мнению Эриксона, эта картина является одним из лучших образцов триллеров о медиумах и спиритических сеансах в то время, когда большинство фильмов на эту тему было комедийными хоррорами, а смысл спиритических сцен часто сводился к вопросу — «увидим мы духов или нет, реальные они или фальшивые». Как далее отмечает критик, «квази-сверхъестественные триллеры были далеко не в моде в 1948 году, возможно из-за серии слабых мистических фильмов цикла „Святая святых“, которые выпустила компания Universal». На сайте Noir of the Week указывается, что в этой картине «наибольшего внимания заслуживают сцены со спиритическими сеансами и предсказаниями, которые происходят в логове Алексиса». Сама же комната, по словам рецензента, «напоминает комнату смеха в парке аттракционов с тайными проходами, двусторонними зеркалами и чудесными декорациями (включая большой образ „третьего глаза“ и механическую дверь, которая автоматически открывается и закрывается за визитёрами). Парящие головы и руки во время сеансов, привидение в пугающем свадебном платье на прибрежной вилле Кристин, а также безжалостные удары морских волн ещё более усиливают иллюзорную атмосферу фильма». Как заключает Эриксон, «некоторые магические трюки Алекса, вероятно, слишком сложны, чтобы произвести их теми методами, которые показаны в фильме, но всё равно срабатывают они хорошо».

### Оценка операторской работы
По мнению Гленна Эриксона, «самым сильным аспектом картины является великолепная операторская работа легендарного Джона Олтона, который превращает картину в замечательную демонстрацию экспрессивных, сделанных на высоком художественном уровне, световых эффектов». Как пишет критик, «потрясающая операторская работа поднимает фильм значительно выше его уровня. Сцены выстроены под тщательно просчитанные, экспрессивные ракурсы, каждый из которых имеет свою концепцию». То есть, как убеждён Эриксон, именно «Олтон создал облик картины так, как он его видел». Далее Эриксон отмечает, что «крупные планы двух актрис сделаны очень красиво», «каждая сцена и постановка камеры впечатляют — будь то вилла Кристин на вершине скалы или „обманная“ комната для сеансов у Алексиса. Олтон, вероятно, взял на себя и спецэффекты, создав множество наложений и визуальных трюков, таких как картина в раме, которая выполняет вторую роль фантастического монитора безопасности». Рецензент Noir of the Week также отметил, что «магическая нуаровая сущность этого фильма заключена в экспрессионисткой работе со светом оператора Джона Олтона. Он манипулирует линзами, черным и белым тонами, а также фигурами, которые то превращаются в тени, то сияют светом, купаясь во мраке. Он добивается максимальной силы выражения от и без того похожих на миражи эффектов смутного дыма, лунных лучей и зеркал для создания по-настоящему сверхъестественной атмосферы. Значительная часть фильма снята при лунном свете, освещающем вспенившиеся воды бурного океана, наводя на мысль о потоке чувств, которые испытывают те, кто ищет воссоединения со своими ушедшими из жизни любимыми».

## Образ Алексиса
Анализируя личность Алексиса, Гленн Эриксон пишет, что «история уже в самом начале показывает, что он шарлатан, однако придаёт ему интересный объём. Алексис демонстрирует чувственность по отношению к своим „жертвам“, что превращает его в необычного симпатичного анти-злодея. Он использует свой значительный личный шарм, чтобы добиться расположения своих клиенток, выступая в качестве духовного жиголо в общении с такими психически нестабильными матронами, как героиня Нормы Варден». Критик далее указывает, что «до некоторой степени Алексис соблазняет и сестёр Кристин и Джанет. И хотя он отчасти участвует в сложном плане убийства, мы не видим, что произойдёт с Алексисом после его искупления». И хотя фильм заканчивается финалом, предписанным Производственным кодексом, когда все злодеи должны понести наказание, тем не менее, он содержит сентиментальный особый поворот для «удивительного» Алексиса, романтического злодея, который преодолевает собственное злодейство.

### Оценка актёрской игры
Как отмечает Гленн Эриксон, «фильм выигрывает от отличного актёрского состава». Во-первых это Турхан Бей, который в этом фильме демонстрирует свою «потрясающую красоту и мягкий голос, из-за чего его роли часто сводились к образам вежливых этнических злодеев, в частности, в нескольких фильмах из серии про мумию. Так и не став крупной звездой, Турхан Бей, тем не менее, всегда оставался заметной личностью, получая огромное количество писем от восхищённых поклонниц». Эриксон далее пишет, что Линн Бари, которой часто доводилось играть отрицательные роли, на этот раз «симпатична и чувственна в роли измученной Кристин», а «Кэти О’Доннелл идеальна в роли нежной младшей сестры, которую очаровал напоминающий свенгали Алексис». По мнению рецензента Noir of the Week, Джанет, «которая поначалу своим самодовольным поведением напоминает другую пустую нуаровую девушку Веду из „Милдред Пирс“ (1945), в конце концов оказывается довольно проницательной». Как критик отмечает далее, «фильм стоит смотреть и благодаря некоторым другим выдающимся персонажам», среди которых выделяется «непременный нуаровый детектив Хоффман, который раньше сам был фокусником. Он любит карточные фокусы и особенно скептически настроен против Алексиса». Эриксон также отмечает Гарри Б. Мендозу в роли «циничного детектива, который обладает неожиданной глубиной — он был профессиональным фокусником и видит во всём либо трюк, либо тайную кнопку в столе».